# Ceryx incipiens
Ceryx incipiens là một loài bướm đêm thuộc phân họ Arctiinae, họ Erebidae.